# Fort Riley North
Fort Riley North is een plaats (census-designated place) in de Amerikaanse staat Kansas, en valt bestuurlijk gezien onder Geary County en Riley County.

## Demografie
Bij de volkstelling in 2000 werd het aantal inwoners vastgesteld op 8114.

## Geografie
Volgens het United States Census Bureau beslaat de plaats een oppervlakte van
13,2 km², geheel bestaande uit land.

## Plaatsen in de nabije omgeving
De onderstaande figuur toont nabijgelegen plaatsen in een straal van 16 km rond Fort Riley North.